# Museu Nacional Eslovac
El Museu nacional Eslovac (en eslovac: Slovenské národné múzeum) és la institució més important centrada en la recerca científica i l'educació cultural a l'àmbit de l'activitat museológica a Eslovàquia. Té la seu a la ciutat cabdal de Bratislava. Els seus inicis «estan connectats amb l'esforç de la nació eslovaca per l'emancipació nacional i l'autodeterminació».

## Edifici

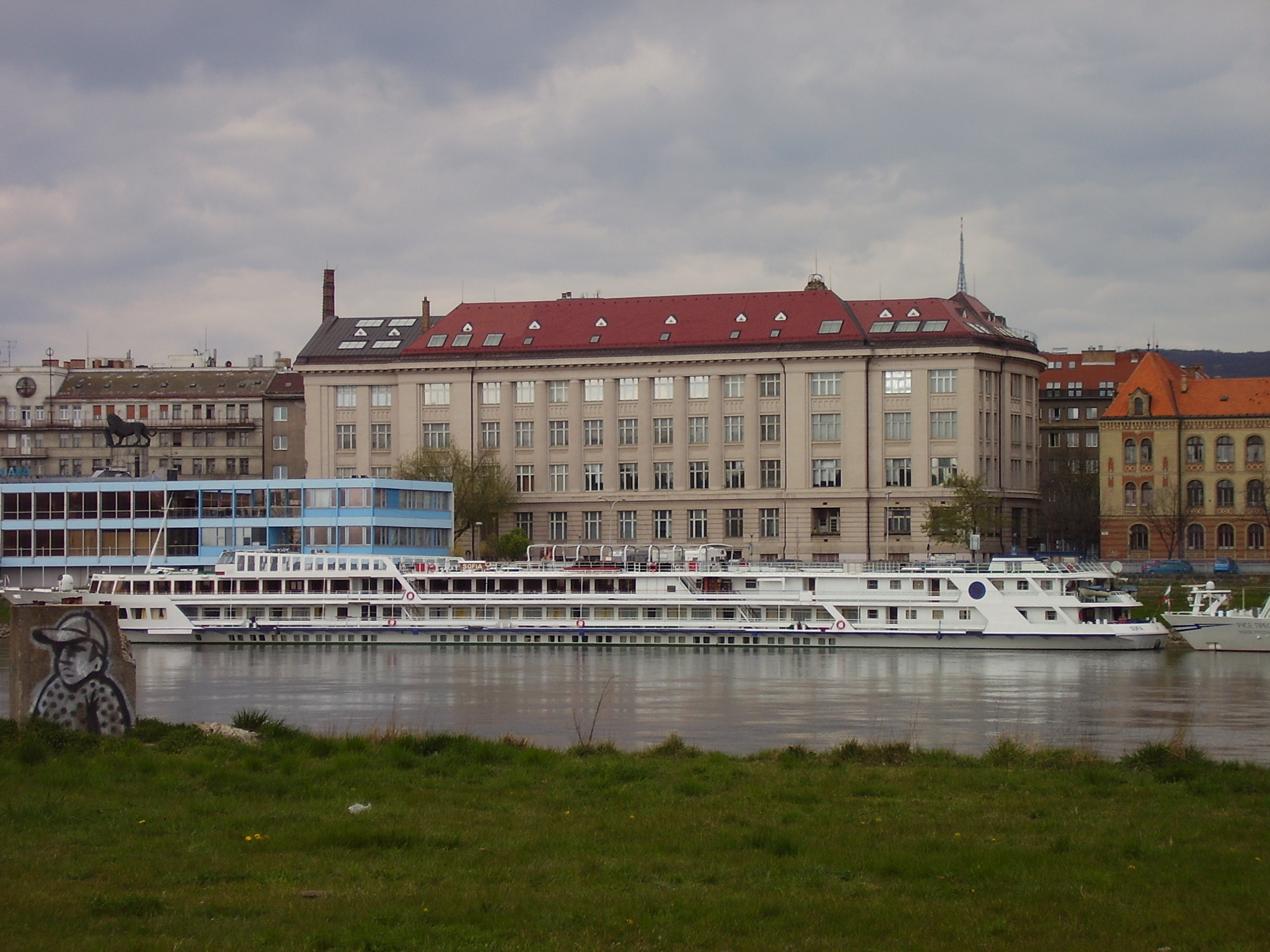
Edifici del Museu Nacional Eslovac a Bratislava.

La seu del Museu Nacional Eslovac es troba el carrer Vajanské nábrežie (un carrer enfront del riu Danubi, barri vell de Bratislava), juntament amb el Museu d'Història Natural. La construcció de l'edifici, dissenyat per l'arquitecte MM Harminec, va començar al juliol de 1925 i es va acabar en 1928. El museu va obrir el 4 de maig de 1930. L'any 1961, el Museu d'Eslovàquia i el Museu Nacional Eslovac a Martin es van fusionar en el Museu Nacional Eslovac.

## Mostra de la Col·lecció

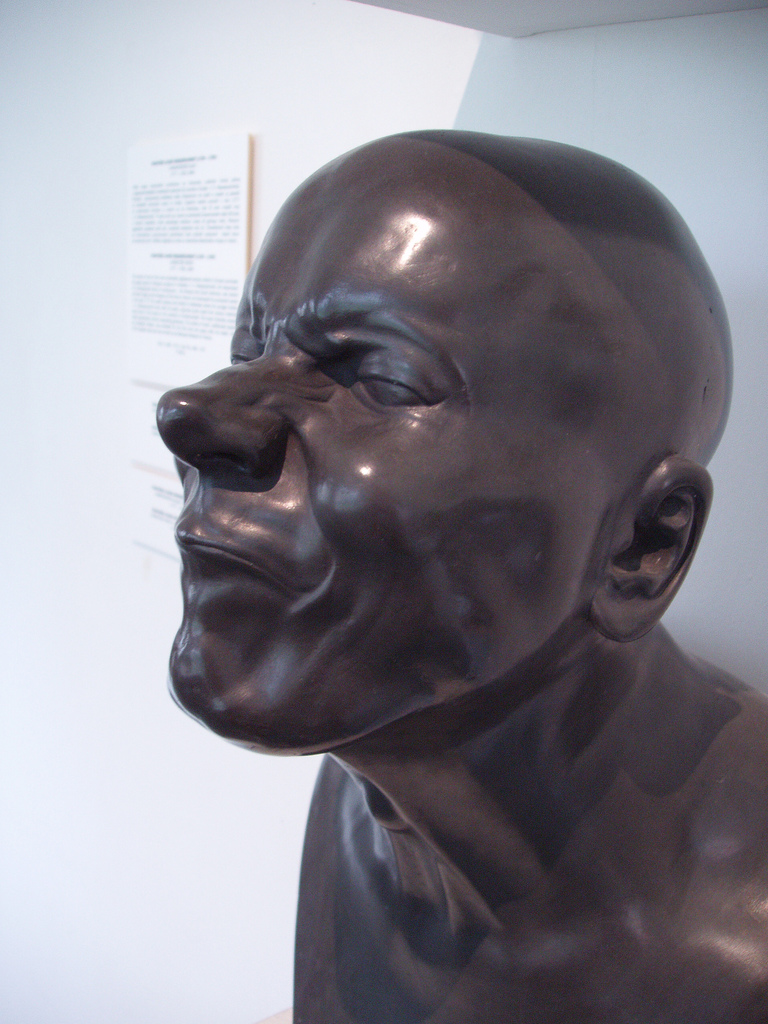
Escultura de Franz Xaver Messerschmidt
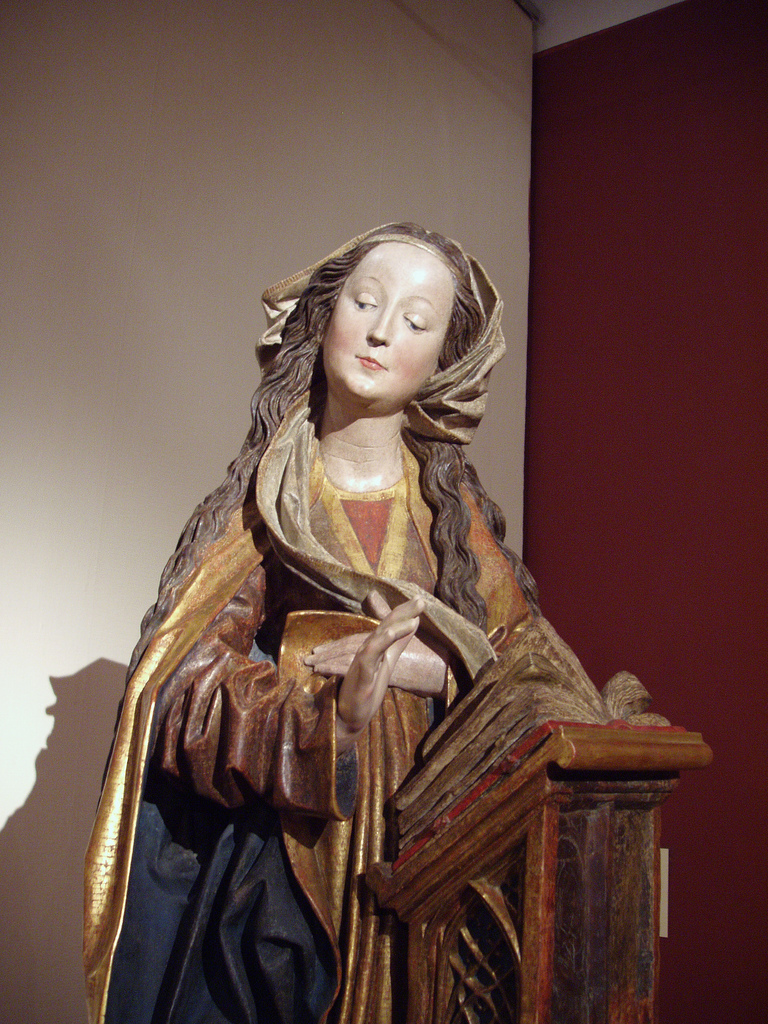
«Madonna», anònim
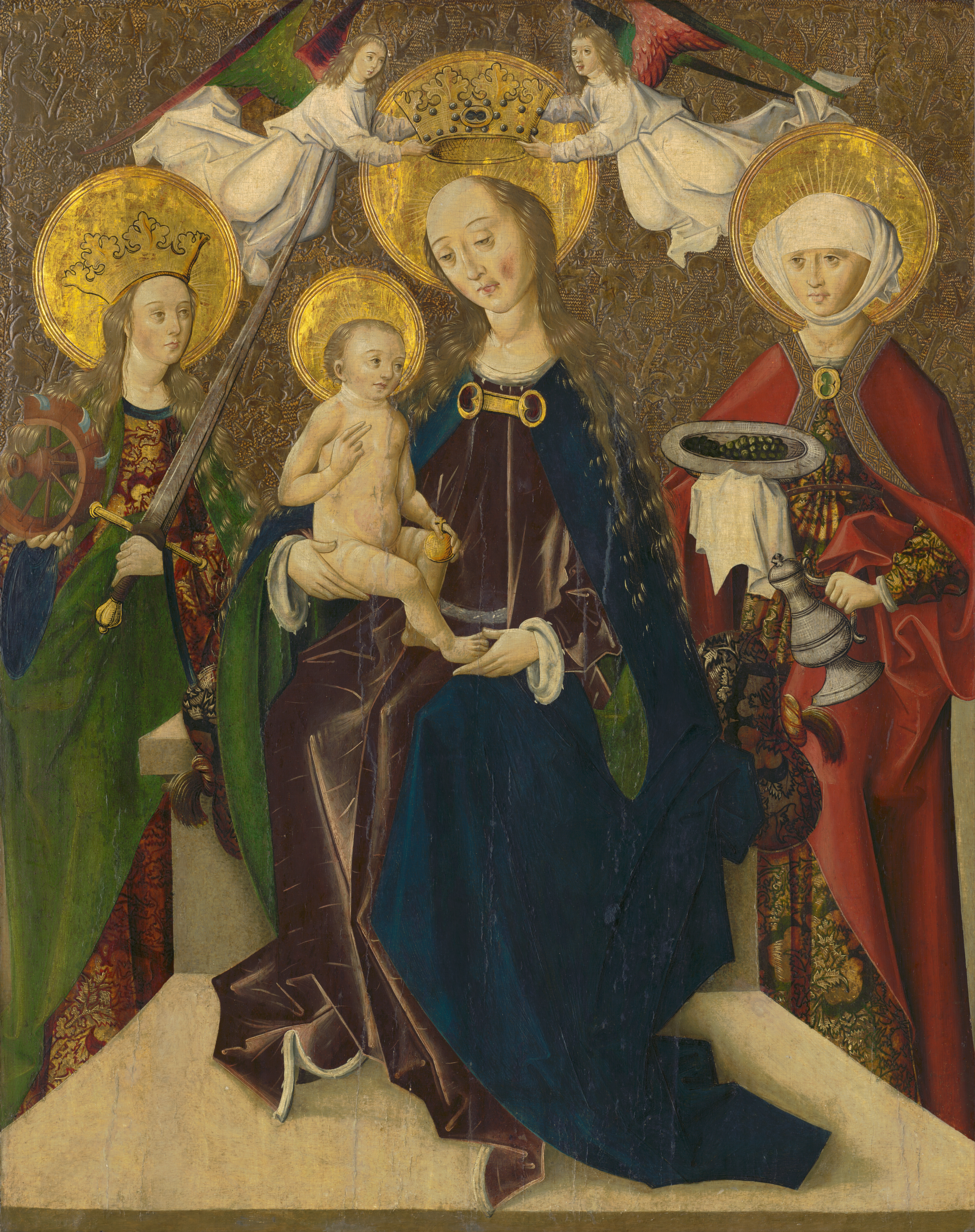
Mare de Déu amb santa Caterina i santa Elisabet

## Museus i departaments especialitzats
El Museu Nacional Eslovac administra 18 museus especialitzats, la majoria dels quals estan situats fora de la ciutat.
| Nom                                        | Nom en eslovac                        | Localització                           |
| ------------------------------------------ | ------------------------------------- | -------------------------------------- |
| Museu de Ciències Naturals d'Eslovàquia    | Prírodovedné múzeum                   | Bratislava                             |
| Museu Arqueològic d'Eslovàquia             | Archeologické múzeum                  | Bratislava                             |
| Museu d'Història d'Eslovàquia              | Historické múzeum                     | Castell de Bratislava                  |
| Museu de música d'Eslovàquia               | Hudobné múzeum                        | Castell de Bratislava                  |
| Museu Etnogràfic d'Eslovàquia              | Etnografické múzeum                   | Martin                                 |
| Museu Andrej Kmeť                          | Múzeum Andreja Kmeťa                  | Martin                                 |
| Museu del Poble d'Eslovàquia               | Múzeum slovenskej dediny              | Martin                                 |
| Museu Martina Benka                        | Múzeum Martina Benku                  | Martin                                 |
| Museu de la Cultura Txeca a Eslovàquia     | Múzeum kultúry Čechov na Slovensku    | Martin                                 |
| Museu de la Cultura Romaní a Eslovàquia    | Múzeum kultúry Rómov na Slovensku     | Martin                                 |
| Museu Karol Plicka                         | Múzeum Karola Plicku                  | Blatnica (subdivisió de Museus Martin) |
| Museu dels Consells Nacionals d'Eslovàquia | Múzeum Slovenských národných rád      | Myjava                                 |
| Museu Červený Kameň                        | Múzeum Červený Kameň                  | Castell Červený Kameň                  |
| Museu Betliar                              | Múzeum Betliar                        | Betliar                                |
| Museu Bojnice                              | Múzeum Bojnice                        | Castell Bojnice                        |
| Spiš Museu a Levoča                        | Spišské múzeum v Levoči               | Levoča                                 |
| Museu de Titelles i Jocs                   | Múzeum bábkarských kultúr a hračiek   | Castell Modrý Kameň                    |
| Museu de la Cultura Jueva                  | Múzeum židovskej kultúry              | Bratislava, Trnava, Žilina i Prešov    |
| Museu de la Cultura Hongaresa a Eslovàquia | Múzeum kultúry Maďarov na Slovensku   | Bratislava                             |
| Museu de la Cultura Germànica dels Carpats | Múzeum kultúry karpatských Nemcov     | Bratislava                             |
| Museum de la Cultura Ukraniana             | Múzeum ukrajinskej kultúry            | Svidník                                |
| Museu de Ľudovít Štúr                      | Múzeum Ľudovíta Štúra                 | Modra                                  |
| Museu de la Cultura Kroata a Eslovàquia    | Múzeum kultúry Chorvátov na Slovensku | Bratislava-Devínska Nová Ves           |